# والنتینا لیسیتسیا
والِنتینا اِوگِنیِونا لیسیتسیا (به اوکراینی: Валенти́на Євге́нівна Лиси́ця) (زادهٔ ۱۱ دسامبر ۱۹۷۳، کی‌یف) پیانیست کلاسیک حرفه‌ای اهل اوکراین است. او در حال حاضر در کارولینای شمالی در کشور ایالات متحدهٔ آمریکا زندگی می‌کند.

## زندگی‌نامه
والنتینا لیسیتسیا از سه‌سالگی شروع به نواختن پیانو کرد. اولین رسیتال انفرادی‌اش را در چهارسالگی اجرا کرد.
او ابتدا دوست داشت یک شطرنج‌باز حرفه‌ای شود.
لیسیتسیا در کودکی به مدرسهٔ موسیقیِ کی‌یف رفت که مخصوص بچه‌های بااستعداد بود، و در آکادمی ملی موسیقی چایکوفسکی شروع به کار کرد و در همان‌جا با همسر آینده‌اش آشنا شد. او در سال ۱۹۹۱ برندهٔ جایزهٔ نخست در رقابت پیانو درانوف شد و در همان سال به ایالات متحدهٔ آمریکا مهاجرت کرد. لیسیتسیا در سال ۱۹۹۲ ازدواج کرد. او به‌راحتی مجموعه‌های گستردهٔ باخ و موتسارت و شوستاکوویچ و برنستاین را می‌نوازد و تمایل خاصی به موسیقی راخمانینف و البته بتهوون دارد.